# Fuscapex ophioacanthicola
Fuscapex ophioacanthicola är en snäckart som beskrevs av Warén 1981. Fuscapex ophioacanthicola ingår i släktet Fuscapex och familjen Eulimidae. Inga underarter finns listade i Catalogue of Life.